# Maurice Ménardeau
 (mai 2014).
Si vous disposez d'ouvrages ou d'articles de référence ou si vous connaissez des sites web de qualité traitant du thème abordé ici, merci de compléter l'article en donnant les références utiles à sa vérifiabilité et en les liant à la section « Notes et références ».
 (mai 2014).
- Si vous ne connaissez pas le sujet, laissez ce bandeau (vous pouvez alors contacter les auteurs).
- Si vous supprimez le contenu mis en cause (vous pouvez préalablement contacter les auteurs),

argumentez précisément cette suppression dans la page de discussion
(un manque de référence n'est pas un argument ; une recherche réelle de référence doit avoir été effectuée, être formellement documentée).
Maurice Ménardeau, né le 6 février 1897 à Limoges et mort le 11 avril 1977 à Curepipe, est un artiste peintre français. 

## Biographie
Né à Limoges (Haute-Vienne), Maurice Ménardeau prend ses premiers cours de dessin et de peinture à Paris en 1906. Il prépare le concours d'entrée à l'École des beaux-arts de Paris, mais la déclaration de la Première Guerre mondiale l'en empêche. Il intègre la marine comme radiotélégraphiste. Du 15 au 6 décembre 1916, il se trouve à bord du Kuang-Si qui est immobilisé à la Pointe des Galets, sur l'île de La Réunion, par manque de personnel pour assurer le chargement d'une cargaison de sucre. Le 21 septembre 1917, alors qu'il est toujours membre de l'équipage, sur le même cargo des Messageries maritimes, au large du cap Lizard, une torpille allemande lancée par le sous-marin UC.48, frappe le bateau qui, par chance, ne coule pas. Il n'y a aucune victime et le navire est remorqué jusqu'en Grande-Bretagne. Ce séjour prolongé en Angleterre le conduit à copier les petits maîtres de la peinture au musée National de Cardiff pendant trois mois et l'amène découvrir sa vocation de peintre. Il embarque comme radiotélégraphiste à la fin de la guerre sur les navires de la Compagnie  générale transatlantique, jusqu'en 1921, date à laquelle il décide de se consacrer entièrement à la peinture. Résidant à Paris, il entreprend de découvrir les côtes bretonnes et fait de Concarneau son port d'attache en 1924.
En 1922, il fréquente l'atelier de Charles Fouqueray, peintre rattaché au Ministère de la Marine et de l'Air et des Armées. C'est à partir de ces années là qu'il commence à obtenir une certaine notoriété. À partir de 1925, il expose au Salon des artistes français jusqu'en 1931.
Il effectue un second séjour dans l'océan Indien entre 1932 et 1933 pour y découvrir l'île de La Réunion lors de ses séjours suivants en 1934, 1935 et 1936, année où il est nommé peintre de la Marine. En 1937 et 1938, il effectue un long séjour en Indochine, où il reviendra quelques années plus tard.
Chargé de mission par le Ministère de la Marine, il visite l'Afrique du Sud de 1940 à 1941, et se rend en Uruguay en 1942. L'année suivante, il parcourt le Brésil, l'Argentine et, en 1944, le Chili. Après une brève visite en France en 1945, il est de retour en Argentine jusqu'à l'année suivante. Il y retournera en 1949, 1954 et 1956. En 1952 il visite l'Espagne et le Maroc et en 1953, le Portugal et de nouveau l'Espagne. Il réside en Indochine de décembre 1952 à avril 1953. Son épouse Marthe meurt en 1961.
Il embarque le 1er décembre 1962 sur l'aviso-escorteur Commandant-Rivière à destination de Singapour jusqu'au 10 janvier 1963. Puis de retour à Toulon, il participe à une campagne à bord de l'escorteur d'escadre Vauquelin en octobre 1963.
C'est à cette époque qu'il cesse de naviguer et fait de plus longs séjours à Concarneau. Il se marie en secondes noces le 29 août 1964 avec Marguerite Marie-Josèphe Rivière à l'Île Maurice. Maurice Ménardeau sillonne la France à bord d'un camping-car. Il se rend en Provence au cours de l'hiver 1966.
En 1977, malade et sentant sa mort prochaine, il va à Curepipe avec son épouse et y meurt le 11 avril 1977. Un hommage lui est rendu par le Centre Culturel du lieu quelque temps plus tard.

## Galerie d'images

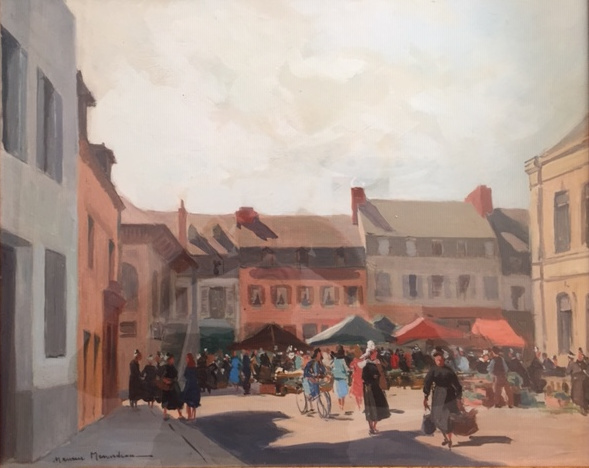
Marché à Concarneau (1926)
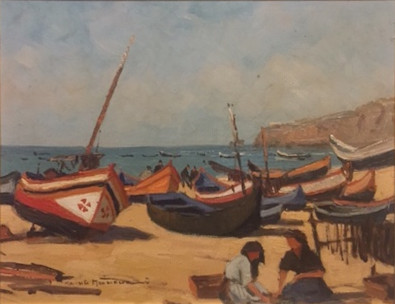
sans titre
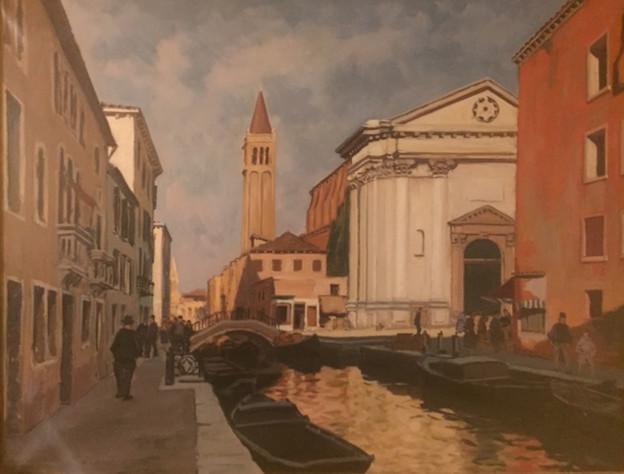
Venise, église de San Barnaba

## Collections publiques
- Musée du Faouët
- Musée de la pêche de Concarneau
- Musée de Johannesburg[Lequel ?]
- Musée de Buenos-Aires[Lequel ?]
- Musée Léon-Dierx

### Décors
- Participation aux décors des pavillons de la marine de guerre et des travaux publics et du Temple d'Angkor Vat pour l'Exposition coloniale internationale de 1931

## Salons
- Salon des artistes français de 1925 à 1931
- Salon de la Marine dès 1931

## Expositions
- Maurice Ménardeau, ses carnets de voyage, musée du Faouët, 2004
- Rétrospective Maurice Ménardeau, peintre de la Marine, 118 œuvres, Le Faouët, du 1er juillet au 14 octobre 2012
- Maurice Ménardeau - Peintre et voyageur. Les années réunionnaises, exposition virtuelle sur le site de l'Iconothèque historique de l'océan Indien[2]